# Mount Helena, Western Australia
Mount Helena är en del av en befolkad plats i Australien. Den ligger i kommunen Mundaring och delstaten Western Australia, omkring 34 kilometer öster om delstatshuvudstaden Perth. Antalet invånare är 2 419.
Närmaste större samhälle är Swan View, omkring 15 kilometer väster om Mount Helena. 
I omgivningarna runt Mount Helena växer huvudsakligen savannskog. Runt Mount Helena är det ganska tätbefolkat, med 56 invånare per kvadratkilometer. Genomsnittlig årsnederbörd är 763 millimeter. Den regnigaste månaden är juli, med i genomsnitt 131 mm nederbörd, och den torraste är december, med 14 mm nederbörd.